# Jean Bottéro
Jean Bottéro (30 de agosto de 1914 - 15 de dezembro de 2007) foi um historiador francês. Ele era um assiriólogo e renomado especialista no Antigo Oriente Médio.

## Biografia

### Vocação religiosa
Nascido em Vallauris, onde seu pai era um oleiro, Jean Bottero entre o seminário menor de Nice, antes de iniciar seu noviciado no convento dominicano Biarritz em 1931. Ele tomou o hábito em 1932 e vive em o convento de Saint-Maximin, onde se tornou interessado em teologia e metafísica. Distingue-se pelo Padre Marie-Joseph Lagrange, o fundador da Escola Bíblica de Jerusalém, discernindo sua vocação à exegese e da arqueologia.

### Retornar ao estado laical
Ele ensinou a filosofia grega, o hebraico e exegese bíblica em Saint-Maximin, mas é suspensa quando ele se recusa a creditar o Genesisde um certificado de historicidade. Mudou-se em um mosteiro dominicano de Paris, continuando sua pesquisa estudando o acadiano e traduzido com René Labat o Código de Hamurabi.
Proibido para voltar ao Saint-Maximin, onde a sua presença é considerado "um perigo para os jovens", Bottero se juntou aoCNRS em 1947 e foi forçado a
pedir sua "redução ao estado laical", em 1950 .

### Contribuição para a história da Mesopotâmia
De 1947 a 1958, foi pesquisador do CNRS e participou de escavações no Oriente Médio antes de se tornar diretor de estudos na École Pratique des Hautes Etudes em Paris (Seção ciências filosóficas e históricas, professor de Assiriologia).
Suas publicações científicas dar-lhe uma reputação internacional que apoiará principais obras de referência como o nascimento de Deus: A
Bíblia eo historiador, Mesopotâmia: a escrita, a razão e os deuses; Quando os deuses fizeram o homem: mitologia mesopotâmica, bem como a sua tradução da Epopéia de Gilgamesh.

## Trabalho
Grandes obras
- Religião babilônica, Paris, PUF, 1952
- O problema do mal na antiga Mesopotâmia: prólogo de um estudo de "Just sofrimento", Paris, A l'Arbresle 1977
- O épico da criação, Paris, A l'Arbresle 1979
- Mito e rito da Babilônia , Paris, campeão de 1985
- Nascimento de Deus: A Bíblia e o historiador, Paris, Gallimard, 1986
- Mesopotâmia: a escrita, a razão e os deuses, Gallimard, 1987
- Introdução ao Antigo Oriente: Sumer com a Bíblia, Paris, Seuil, 1992
- A Epopéia de Gilgamesh: o grande homem que não morreria, Paris, Gallimard, 1992
- Babilônia, no alvorecer da nossa cultura, col. «Découvertes Gallimard» (n° 230), Paris, Gallimard, 1994
- Babilônia ea Bíblia: entrevistas com Hélène Monsacré, Paris, Les Belles Lettres, 1994
- A religião mais antiga Mesopotâmia, Paris, Gallimard, 1998
- A mais antiga cozinha do mundo, Paris, Louis Audibert 2002
- No início eram os deuses, Paris, Pluriel de 2004

Em colaboração
- Com Samuel Noah Kramer: Quando os deuses se fez homem: mitologia mesopotâmica, Paris, Gallimard, 1989
- Com Marie-Joseph Stève: Era uma vez Mesopotâmia, col. «Découvertes Gallimard» (n° 191), Paris, Gallimard, 1993
- Com Jean-Pierre Vernant e Clarisse Herrenschmidt: O Antigo Oriente e nós: a escrita, a razão e os deuses, Paris, Albin Michel, 1996
- Com Joseph Moingt e Marc-Alain Ouaknin: A mais bela história de Deus: quem é o Deus da Bíblia, Paris, Seuil, 1997